# Fabriciana
Fabriciana är ett släkte av fjärilar. Fabriciana ingår i familjen praktfjärilar.

## Dottertaxa tillFabriciana, i alfabetisk ordning[1]
- Fabriciana acuta
- Fabriciana adelassia
- Fabriciana adippe
- Fabriciana aglaiaeformis
- Fabriciana albomaculata
- Fabriciana alpiumlaranda
- Fabriciana alpiumlata
- Fabriciana alpiummixta
- Fabriciana alpiumsisenna
- Fabriciana alpiumstricta
- Fabriciana altapyrenaea
- Fabriciana altonevadensis
- Fabriciana anargyra
- Fabriciana ancyrensis
- Fabriciana anticopupullata
- Fabriciana apenninica
- Fabriciana astorica
- Fabriciana astrifera
- Fabriciana auresiana
- Fabriciana austriaca
- Fabriciana baikalensis
- Fabriciana bajuvarica
- Fabriciana berecynthia
- Fabriciana bischoffi
- Fabriciana buckwelli
- Fabriciana caeca
- Fabriciana callisto
- Fabriciana cannelata
- Fabriciana cebennica
- Fabriciana changaica
- Fabriciana chinensis
- Fabriciana chlorodippe
- Fabriciana chlorotis
- Fabriciana chrysodippe
- Fabriciana cleodaxa
- Fabriciana cleodippe
- Fabriciana cleodoxa
- Fabriciana cloppenburgi
- Fabriciana cnidia
- Fabriciana coredippe
- Fabriciana cornuta
- Fabriciana cuneata
- Fabriciana cydippe
- Fabriciana cyrene
- Fabriciana diocletiana
- Fabriciana doii
- Fabriciana elisa
- Fabriciana elwesi
- Fabriciana eris
- Fabriciana erisoides
- Fabriciana erispallida
- Fabriciana esperi
- Fabriciana extincta
- Fabriciana fasciata
- Fabriciana flavescens
- Fabriciana garcila
- Fabriciana gigantea
- Fabriciana gyala
- Fabriciana hassani
- Fabriciana herse
- Fabriciana infraargentea
- Fabriciana infragrisea
- Fabriciana infrapallida
- Fabriciana infrapupillata
- Fabriciana infrarufescens
- Fabriciana intermedia
- Fabriciana jainadeva
- Fabriciana juldana
- Fabriciana kamala
- Fabriciana klinzigi
- Fabriciana korla
- Fabriciana kuangshui
- Fabriciana kuhlmanni
- Fabriciana kurana
- Fabriciana laranda
- Fabriciana leechi
- Fabriciana magnaclarens
- Fabriciana mainalia
- Fabriciana mandschurica
- Fabriciana margareta
- Fabriciana maroccana
- Fabriciana martini
- Fabriciana megalothymus
- Fabriciana meridionalis
- Fabriciana microvorax
- Fabriciana mirabilis
- Fabriciana mohmandorum
- Fabriciana morena
- Fabriciana neclinnaei
- Fabriciana nerippe
- Fabriciana nerippina
- Fabriciana nigropunctata
- Fabriciana niobe
- Fabriciana niraea
- Fabriciana nivaeus
- Fabriciana nonargentata
- Fabriciana numerica
- Fabriciana numon
- Fabriciana obscura
- Fabriciana olympena
- Fabriciana orientalis
- Fabriciana ornata
- Fabriciana ovalis
- Fabriciana pallescens
- Fabriciana pallida
- Fabriciana parvavirescens
- Fabriciana parvialpiummixta
- Fabriciana paulasardonia
- Fabriciana pekinensis
- Fabriciana pelopia
- Fabriciana persephone
- Fabriciana phaeotaenia
- Fabriciana philistra
- Fabriciana phryxa
- Fabriciana pinguis
- Fabriciana prufferi
- Fabriciana pseudocleodoxa
- Fabriciana pyrenaea
- Fabriciana radiata
- Fabriciana rubida
- Fabriciana ruckerti
- Fabriciana sachalinensis
- Fabriciana sardonia
- Fabriciana satakei
- Fabriciana sequanica
- Fabriciana shiriyana
- Fabriciana shiva
- Fabriciana siciliensis
- Fabriciana sicula
- Fabriciana sisenna
- Fabriciana steckei
- Fabriciana stoetzneri
- Fabriciana subornatissima
- Fabriciana subornatissimoides
- Fabriciana subpekinensis
- Fabriciana subtransbaicalensis
- Fabriciana suffusa
- Fabriciana superlata
- Fabriciana susanna
- Fabriciana syrinx
- Fabriciana taigetana
- Fabriciana taliana
- Fabriciana taura
- Fabriciana taurica
- Fabriciana tekkensis
- Fabriciana thalestria
- Fabriciana thyra
- Fabriciana tianschanica
- Fabriciana toroki
- Fabriciana transbaicalensis
- Fabriciana transversa
- Fabriciana unice
- Fabriciana valesinoides
- Fabriciana varenii
- Fabriciana virgata
- Fabriciana vorax
- Fabriciana vulgoadippe
- Fabriciana xanthodippe
- Fabriciana xanthodippoides
- Fabriciana xipe
- Fabriciana zarewna